# Heinrich Schnyder (Politiker, 1897)
Heinrich Schnyder (* 8. August 1897 in Uttewil (Gemeinde Bösingen); † 14. Oktober 1974 in Zollikon) war ein Schweizer Agrarwissenschaftler und Politiker (LdU). Er gehörte von 1935 bis 1947 dem Nationalrat an und war von 1942 bis 1943 Mitglied des Regierungsrates des Kantons Zürich.

## Biografie
Er war das jüngste Kind des Landwirts Jakob Schnyder und von Anna Herren, neben elf Geschwistern hatte er auch zehn Halbgeschwister. Zum elterlichen Bauernhof gehörten eine Käserei, eine Brennerei, eine Schmiede, eine Mühle und eine grosse Backstube. Nach dem Besuch der Primar- und Sekundarschule in Laupen verbrachte Schnyder ein Jahr in der Romandie, anschliessend trat er in die Landwirtschaftliche Schule Rütti in Zollikofen ein. Obwohl er während des Ersten Weltkriegs Militärdienst leisten musste, bestand er die Aufnahmeprüfung an die ETH Zürich. Nachdem er 1920 sein Studium als diplomierter Ingenieuragronom abgeschlossen hatte, reiste er durch Kanada und die USA, wobei er sein Geld als Melker, Mechaniker, Obstpflücker und Cowboy verdiente. 1923 kehrte er nach Europa zurück und richtete nahe der französischen Stadt Angers einen Musterhof ein.
Ab 1924 unterrichtete Schnyder Betriebslehre an der Landwirtschaftlichen Schule in Brugg, gleichzeitig war er Leiter des Gutsbetriebs von Schloss Wildegg. Er lernte den Unternehmer Gottlieb Duttweiler kennen, der ihn 1932 nach Zürich berief, um das landwirtschaftliche Aktionsprogramm der Detailhandelskette Migros zu koordinieren. Dieses garantierte den Bauern bei gleichbleibenden Importzöllen ein höheres Einkommen, indem die Migros ihre Produkte zu einem höheren Preis abkaufte als die Konkurrenz. Schnyder stieg zum Direktor auf und präsidierte das Redaktionskomitee der von Duttweiler gegründeten Zeitung Die Tat. Nach seinem Austritt aus der Migros im Jahr 1942 war er als Kaufmann tätig. 1951 ernannte ihn Bundesrat Friedrich Traugott Wahlen zum Leiter einer Expertengruppe der Ernährungs- und Landwirtschaftsorganisation der Vereinten Nationen in Pakistan. 1954 gründete er die Schweizer Generalvertretung der Hausgerätefirma AEG, die er bis zu seiner Pensionierung leitete.

## Politik
Bei den Nationalratswahlen 1935 kandidierte Schnyder auf der von Duttweiler angeführten «Liste der Unabhängigen» und wurde im Kanton Zürich gewählt. Im Dezember 1936 gehörte er zu den Gründungsmitgliedern der daraus hervorgegangenen Partei Landesring der Unabhängigen (LdU). Im Nationalrat beschäftigte er sich mit den Themen Landesversorgung, Alkoholverwaltung, Kriegswirtschaft und Militär. 1942 folgte die Wahl in den Zürcher Regierungsrat (als Ersatz für den zurückgetretenen Ernst Nobs), worauf er die Sanitätsdirektion leitete. Entgegen seinem Rat stellte der LdU bei den ordentlichen Regierungsratswahlen 1943 nicht nur ihn als Kandidaten auf, sondern auch Otto Pfändler. Zwar vermochte der LdU bei den gleichzeitig stattfindenden Kantonsratswahlen seine Sitzzahl fast verdoppeln, doch Schnyder konnte den Sitz im Regierungsrat nicht verteidigen. Als Duttweiler ihm daraufhin den Posten des Landesobmanns (Parteivorsitzenden) des LdU überlassen wollte, lehnte er das Angebot aus Enttäuschung ab.
Wie fast die gesamte LdU-Nationalratsfraktion entfremdete sich auch Schnyder zunehmend von Duttweiler. Er betrachtete sein soziales Engagement und seinen Einsatz gegen ein Verbot der Kommunistischen Partei als «Abgleiten nach links». Als Duttweiler im Juni 1943 ankündigte, drei Jahre nach seinem Rücktritt wieder als Nationalrat kandidieren zu wollen, sprach sich Schnyder entschieden dagegen aus. Entgegen der Empfehlung der Nationalratsfraktion entschied sich die Delegiertenversammlung am 30. September für die Kandidatur Duttweilers. Daraufhin stellten die Dissidenten am 1. Oktober eine eigene Wahlliste auf, die «Unabhängig-freie Liste». Bei den Nationalratswahlen 1943 war Schnyder der einzige Gegner Duttweilers, der einen Sitz erringen konnte. Er trat aus der Partei aus und übte sein Nationalratsmandat bis 1947 aus, ohne einer Fraktion anzugehören.

## Privates
Schnyder war ab 1935 mit Gertrud Leemann aus Brugg verheiratet, die nach der Geburt ihres Sohnes im Kindbett starb. Aus der 1942 geschlossenen Ehe mit der Journalistin Barbara Seidel (Tochter von Robert Seidel) gingen zwei Töchter hervor. Zusammen mit seiner zweiten Ehefrau gründete er 1960 die Stiftung «Zürich baut für Vergessene», die sich für Flüchtlinge aus Österreich und Kriegsgeschädigte in England einsetzte. Sein Nachlass wird im Archiv für Zeitgeschichte der ETH Zürich aufbewahrt.

## Werke
- Neue Wege der Obstverbesserung
- Lehrbuch über landwirtschaftliches Bauwesen